# Kristinn Hrafnsson
Kristinn Hrafnsson (né le 25 juin 1962) est un journaliste d'investigation islandais.
Il rejoint WikiLeaks en 2010, où il en devient le porte-parole. Il est depuis 2018 le rédacteur en chef de l'organisation.

## Biographie
Kristinn Hrafnsson a travaillé pour plusieurs journaux en Islande et présente l'émission télévisée Kompás sur la chaîne islandaise Stöð 2, où lui et son équipe ont souvent dénoncé et révélé les activités criminelles et la corruption dans les institutions. En février 2009, alors qu'il enquête sur le lien entre la banque Kaupthing et les frères Robert et Vincent Tchenguiz, l'émission, soumise à une obligation de silence, est arrêtée ; Kristinn Hrafnsson et son équipe sont licenciés,.
Peu de temps après, Kristinn Hrafnsson est embauché par la  RÚV (Service national de radiodiffusion islandais). En août 2009, il travaille sur le livret de prêts de la Kaupthing Bank publié par WikiLeaks, lorsque la banque obtient une ordonnance de bâillonnement émise par le bureau du shérif de Reykjavik, interdisant à la RÚV d'en parler,. L’ordonnance de bâillonnement est retirée plus tard.
À la suite d'une dispute avec son supérieur, Kristinn Hrafnsson quitte son poste à la RÚV (son contrat n'est pas renouvelé) en juillet 2010,.
Il est conseiller externe lors de la création de l'Initiative islandaise pour la Modernisation des Médias.

### Avec Wikileaks
À partir de 2010, Kristinn Hrafnsson rejoint WikiLeaks et en devient le porte-parole quand son fondateur, Julian Assange, est arrêté à Londres.
En tant que porte-parole, il qualifie les attaques de décembre 2010 contre WikiLeaks par MasterCard, Visa et d'autres de « privatisation de la censure ».
En 2012, il défend l'organisation sur le site Internet de la télévision suédoise contre ce qu'il décrit comme une campagne de diffamation de la part du journal tabloïd suédois Expressen.
En 2018 et alors que l'ambassade de l'Équateur à Londres où est réfugié Julian Assange lui retire l'accès à Internet, Kristinn Hrafnsson est nommé rédacteur en chef de Wikileaks,.

## Récompenses
Kristinn Hrafnsson est nommé journaliste islandais de l'année à trois reprises, en 2004, 2007 et 2010 par l'Union nationale des journalistes d'Islande.